# Маю, Николя
Николя́ Пьер Арма́н Маю́ (фр. Nicolas Pierre Armand Mahut; родился 21 января 1982 года в Анже, Франция) — французский профессиональный теннисист; обладатель «карьерного» Большого шлема в парном разряде (всего пять титулов); победитель двух Итоговых турниров ATP в парном разряде (2019, 2021); победитель 41 турнира ATP (четыре — в одиночном разряде); бывшая первая ракетка мира в парном разряде.
В юниорах: победитель двух юниорских турниров Большого шлема в парном разряде (Открытый чемпионат США-1999, Открытый чемпионат Австралии-2000); победитель одного юниорского турниров Большого шлема в одиночном разряде (Уимблдон-2000); победитель парного турнира Orange Bowl (1999); бывшая первая ракетка мира в юниорском парном рейтинге и бывшая третья — в юниорском одиночном рейтинге.

## Общая информация
Николя — один из пяти детей (и младший сын) в семье Брижитт (ум. 2005) и Филипп Маю. Его братьев зовут Доминик, Стефан, Жан-Филипп, а сестру — Дельфин.
Женат. Супругу зовут Виржини. 18 августа 2011 года у них родился сын — Натанель.
В теннис Николя играет с пяти лет. Кумирами в мире спорта в детстве были теннисисты Пит Сампрас и Янник Ноа, а также баскетболист Майкл Джордан.

## Спортивная карьера

### Начало карьеры
В 1999 году выиграл Открытый чемпионат США в парном разряде среди юниоров (с Жюльеном Беннето). В том же сезоне этот французский дуэт выиграл престижный юниорский турнир Orange Bowl. Первый титул на турнирах серии «фьючерс» Николя выиграл также в парном разряде в июле 1999 года. В 2000 году Маю выиграл Открытый чемпионат Австралии в парном разряде среди юниоров (вместе с Томми Робредо). В феврале того же года дебютировал в ATP-туре, сыграв в парном разряде на турнире в Марселе. В мае, пройдя квалификационный отбор на Открытом чемпионате Франции, Николя дебютирует в основной сетке взрослых соревнований турниров серии Большого шлема. В июле он выиграл Уимблдонский турнир в одиночном разряде среди юниоров, победив в финале Марио Анчича в трёх сетах. В конце того же месяца в паре с Беннето завоевал первый трофей на турнирах серии «челленджер», проводившимся в Контрексевиле.
В январе 2001 года, получив уайлд-кард, Маю дебютирует в основной мужской сетке Открытого чемпионата Австралии. В первом раунде он в упорном пятисетовом поединке проигрывает украинцу Андрею Медведеву. В феврале, пройдя через квалификацию на турнире в Марселе, Маю смог выиграть матч первого раунда и сыграть во втором с представителем топ-10 мирового рейтинга Евгением Кафельниковым, которому он проиграл, взяв первый сет (6-4, 1-6, 2-6). На Открытом чемпионате Франции 2001 года Маю смог принять участие, но выбыл в первом раунде. В августе он выиграл первый в карьере «фьючерс» в одиночном разряде. В сентябре он выиграл ещё один «фьючерс»
Следующий одиночный турнир из цикла «фьючерс» Маю берёт в сентябре 2002 года. В первой части сезона 2003 года французский теннисист победил на двух одиночных и трёх парных «фьючерсах». На Открытом чемпионате Франции в мае он в первом раунде уступил Марку Лопесу. В июле Николя смог выиграть первый в одиночках «челленджер», который проходил на травяных кортах Манчестера. В августе в Бронксе Маю выиграл уже пятый в карьере парный «челленджер». Затем он пробился через квалификацию на Открытый чемпионат США, где проиграл в первом матче финну Яркко Ниеминену. В октябре на турнире в Меце в паре с Жюльеном Беннето Маю выиграл первый титул ATP. Через неделю на другом зальном турнире в Лионе французский дуэт выходит в финал. В конце сезона на турнире серии Мастерс в Париже, пройдя Ниеминена, Николя во втором раунде встретился с действующем № 1 мирового рейтинга Хуаном Карлосом Ферреро и потерпел поражение в двух сетах. Несмотря на проигрыш, Маю смог впервые в рейтинге войти в первую сотню и занять по итогам сезона 94-ю строчку.

### 2004—2007

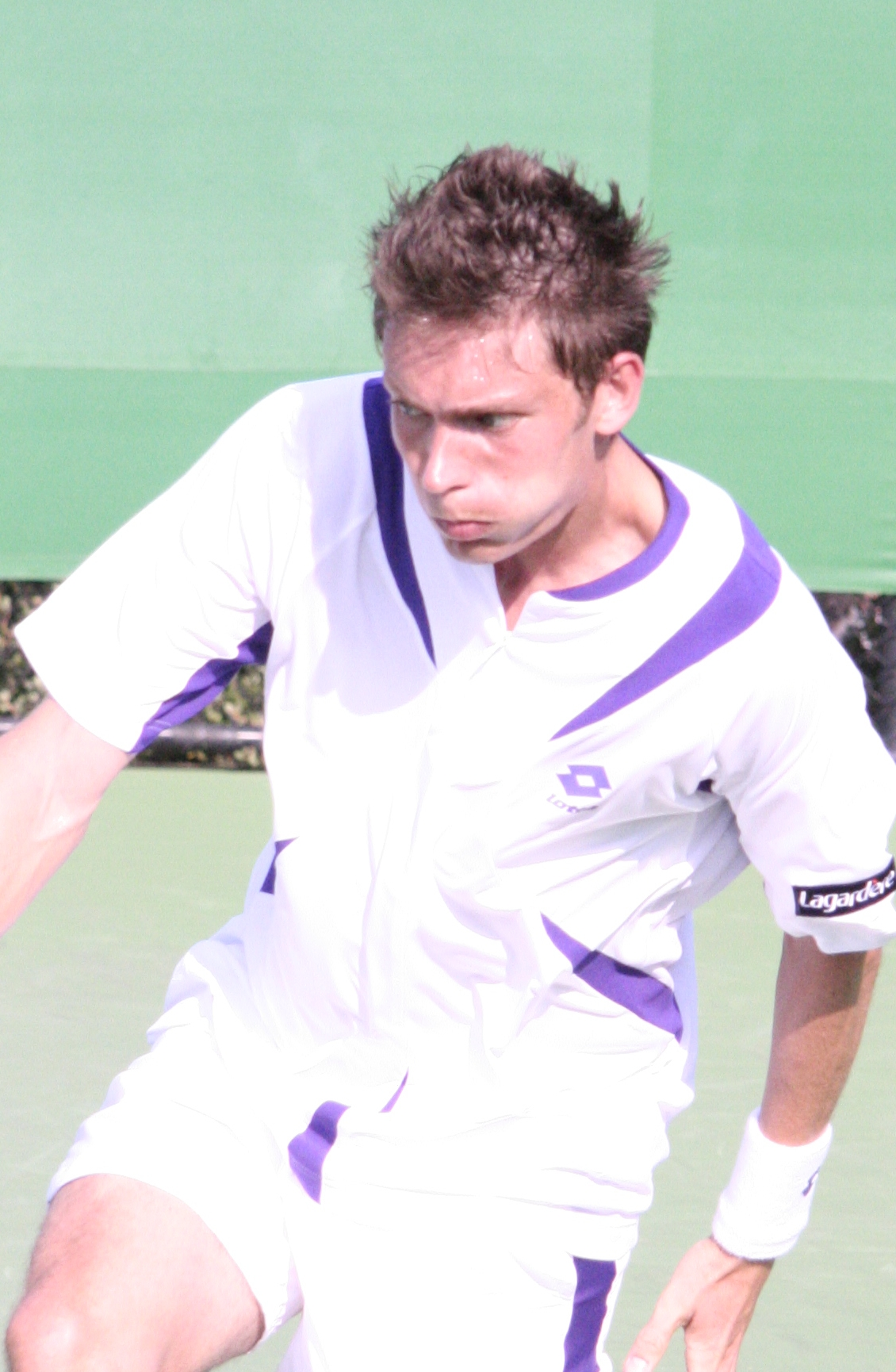
Маю на Открытом чемпионате Австралии 2007 года

На Открытом чемпионате Австралии 2004 года Маю в первом раунде уступает Томашу Бердыху. Проиграв Ларсу Бургсмюллеру, Николя также выбывает на старте Открытого чемпионата Франции. В конце июля ему удаётся сделать победный дубль (выиграть в обоих разрядах) на «челленджере» в Вальядолиде. На открытом чемпионате США Маю вновь проигрывает в первом раунде, на это раз Николасу Киферу. В парном же розыгрыше со своим постоянным партнёром Жюльеном Беннето ему удаётся впервые пройти в полуфинал. В октябре Маю в альянсе с Арно Клеманом второй год подряд выиграл парный трофей турнира в Меце. По итогам 2004 года Николя вылетел из топ-100 одиночного рейтинга, зато в парах смог подняться на 27-е место.
За сезон 2005 года Маю не сыграл в одиночках ни на одном турнире серии Большого шлема. На парном Открытом чемпионате США с Беннето он смог пройти в четвертьфинал. В тот неудачный для себя год Маю смог выиграть только на двух парных «челленджерах».
В феврале 2006 года совместно с Беннето он выиграл парный «челленджер» в Андрезье-Бутеоне. В конце месяца Маю начал серию из трёх выигранных «челленджеров» подряд. Эти успехи помогают Маю вернуться в топ-100 одиночного рейтинга. В апреле на грунтовом турнире в Касабланке Николя впервые вышел в стадию четвертьфинала на основных турнирах мирового тура. На Открытом чемпионате Франции он проиграл в первом раунде, а в парном разряде смог выйти в 1/4 финала в альянсе с Беннето. В июне на травяном турнире в Лондоне ему удается выиграть во втором раунде № 12 в мире на тот момент Радека Штепанека, но уже в следующем раунде он проигрывает Тиму Хенмену. На Уимблдонском турнире Маю впервые смог пройти в третий раунд, в котором его соперником стал лидер мировой классификации Роджер Федерер, обыгравший французского теннисиста в трёх сетах. В июле Николя, обыграв Томми Хааса 6-4, 7-5 попадает в четвертьфинал турнира в Индианаполисе. На Открытом чемпионате США Маю вышел во второй раунд, но при счёте 0-6 не в свою пользу в матче против № 6 в мире Николая Давыденко был вынужден отказаться от продолжения борьбы. По итогам сезона 2006 года Маю вернулся в топ-100 и впервые за время нахождения в первой сотне в итоговом табеле его одиночный рейтинг (66-е место) оказался выше парного (83-е).
Австралийский чемпионат 2007 года для Маю заканчивается на стадии второго раунда в одиночном и четвертьфинала в парном разрядах. В марте он выходит в третий раунд в Индиан-Уэлсе, обыграв ранее Хуана Монако и Марата Сафина. На кортах Ролан Гаррос в мае Николя проигрывает в первом раунде соотечественнику Ришару Гаске. В июне на турнире в Лондоне, проходившем на траве, Маю впервые смог пройти в финал одиночных соревнований ATP-тура. По пути к решающему матчу француз смог выиграть в том числе 12-ю ракетку мира Ивана Любичича 7-6(3), 6-3 и в четвертьфинале второго номера классификации Рафаэля Надаля 7-5, 7-6(0). В финале ему противостоял Энди Роддик (№ 5 в рейтинге). У Николя даже был матчбол, но в итоге американец оказался сильнее 6-4, 6-7(7), 6-7(2). Это выступление позволило вновь вернутся в топ-100. На Уимблдонском турнире Маю успешно преодолел квалификацию и по итогу вышел во второй раунд, где уступил Ришару Гаске. После Уимблдона Николя принял участие ещё в одном турнире на траве, проводившимся в Ньюпорте. Маю смог во второй раз сыграть в финале, где он снова проиграл (Фабрису Санторо 4-6, 4-6). На Открытом чемпионате США Маю уступил на старте Хуану Мартину дель Потро, а в парных соревнованиях совместно с Беннето уступил смог выйти в полуфинал, где они проиграли будущим победителям турнира Симону Аспелину и Юлиану Ноулу 6−7(2), 6-1, 3-6. В конце сентября Маю выходит в четвертьфинал турнира в Бангкоке. В октябре смог дойти до полуфинала в Меце. Эти результаты позволили в итоге Маю подняться в рейтинге уже в топ-50 и занять по итогам сезона 45-е место.

### 2008—2011 (рекордный матч против Изнера)

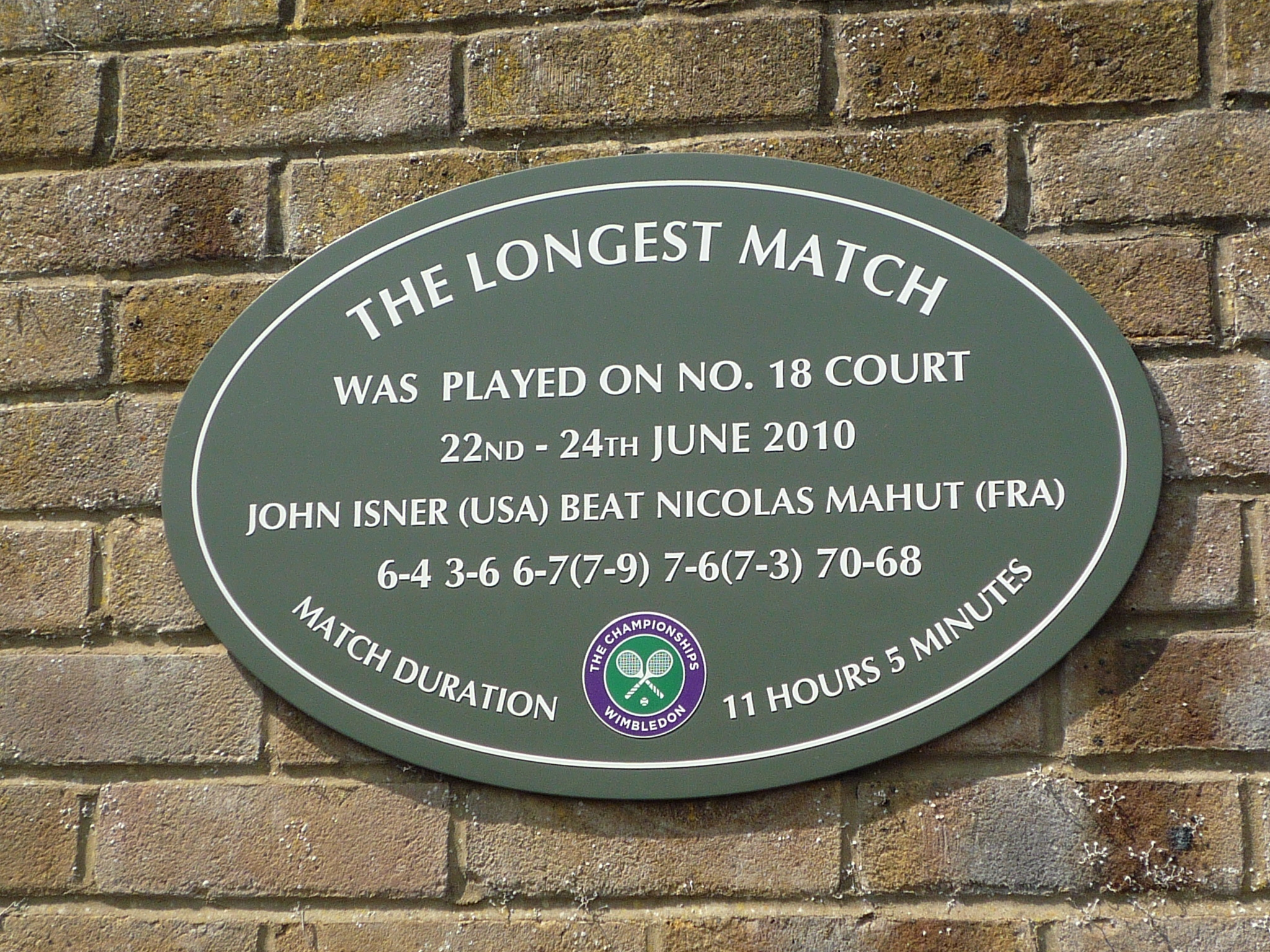
Табличка на корте № 18 Уимблдона, посвященная самому длинному матчу в истории Изнер-Маю 22-24 июня 2010 года

На Открытом чемпионате Австралии 2008 года Маю во втором раунде проиграл Николаю Давыденко. В феврале, обыграв 15-ю ракету мира Хуана Карлоса Ферреро 5-7, 6-4, 7-6(1), он выходит в 1/4 финала турнира в Марселе, где уступает Энди Маррею. В марте на турнире в Индиан-Уэлсе француз сыграл в третьем раунде против лидера мирового тенниса Роджера Федерера и проиграл ему со счётом 1-6, 1-6. На Открытом чемпионате Франции в первом же раунде он проигрывает Ллейтону Хьюитту, а на Уимблдоне также на старте проигрывает Дмитрию Турсунову. На Открытом чемпионате США он также вылетел в первом раунде. В сентябре Маю удаётся выиграть «челленджер» в Орлеане, а затем как и в прошлом году выйти в четвертьфинал турнира в Бангкоке.
Старт сезона 2009 года и Австралийский чемпионат Маю пропускает и выходит на корт в конце февраля. Низкий рейтинг не позволил ему выступить сразу в основной мужской сетке на Ролан Гаррос и он проиграл уже в квалификации. На Уимблдонском турнире Николя терпит поражение на стадии первого раунда. В июле в Ньюпорте он смог пройти в четвертьфинал. Из-за низких результатов основную часть сезона он играет на «челленджерах». Лишь в самом конце сезона Маю удалось выиграть парный трофей соревнований в Лионе, выступая с Жюльеном Беннето.
В марте 2010 года Маю делает победный дубль на «челленджере» в Шербур-Октевиле. Далее за весенний период он выиграл ещё три парных приза на «челленджерах». На Открытом чемпионате Франции Маю прошёл во второй раунд. На Уимблдонский турнир 2010 года Николя пробился через три раунда квалификации. Жребий в первом раунде сводит его с американцем Джоном Изнером и их матч становится одним из самых знаменитых в мире тенниса. Их поединок вошёл в историю тенниса, как самый продолжительный матч. Он длился 11 часов 5 минут игрового времени и растянулся из-за перерывов на целых три дня. В итоге в том феноменальном матче Маю проиграл со счётом 4-6, 6-3, 7-6(7), 6-7(3), 68-70. В октябре Маю выиграл «челленджер» в Орлеане и закончил сезон лишь на 132-й строчке.
Пробившись через квалификацию на Австралийский чемпионат 2011 года, Маю дошёл до второго раунда. В начале феврале он выиграл одиночку и пары на зальном «челленджере» в Курмайоре. На Открытом чемпионате Франции он также привычно выбыл уже на старте турнира. На Уимблдоне жребий вновь сводит его в первом раунде с Джоном Изнером и многие болельщики предвкушали очередную серию противостояния после прошлогоднего рекордного матча. Но на этот раз Изнер сыграл ещё лучше, обыграв Маю в трёх сетах. На Открытом чемпионате США Николя во втором раунде встретился с Рафаэлем Надалем и при счёте 2-6, 2-6 не в свою пользу отказался от продолжения матча. В сентябре Маю сыграл в четвертьфинале на турнире в Меце. В ноябре на Мастерсе в Париже в парном разряде Маю выходит финал, выступив в паре Беннето. В решающей встрече французский дуэт проигрывает паре Рохан Бопанна / Айсам-уль-Хак Куреши.

### 2012—2014 (первый одиночный титул ATP)

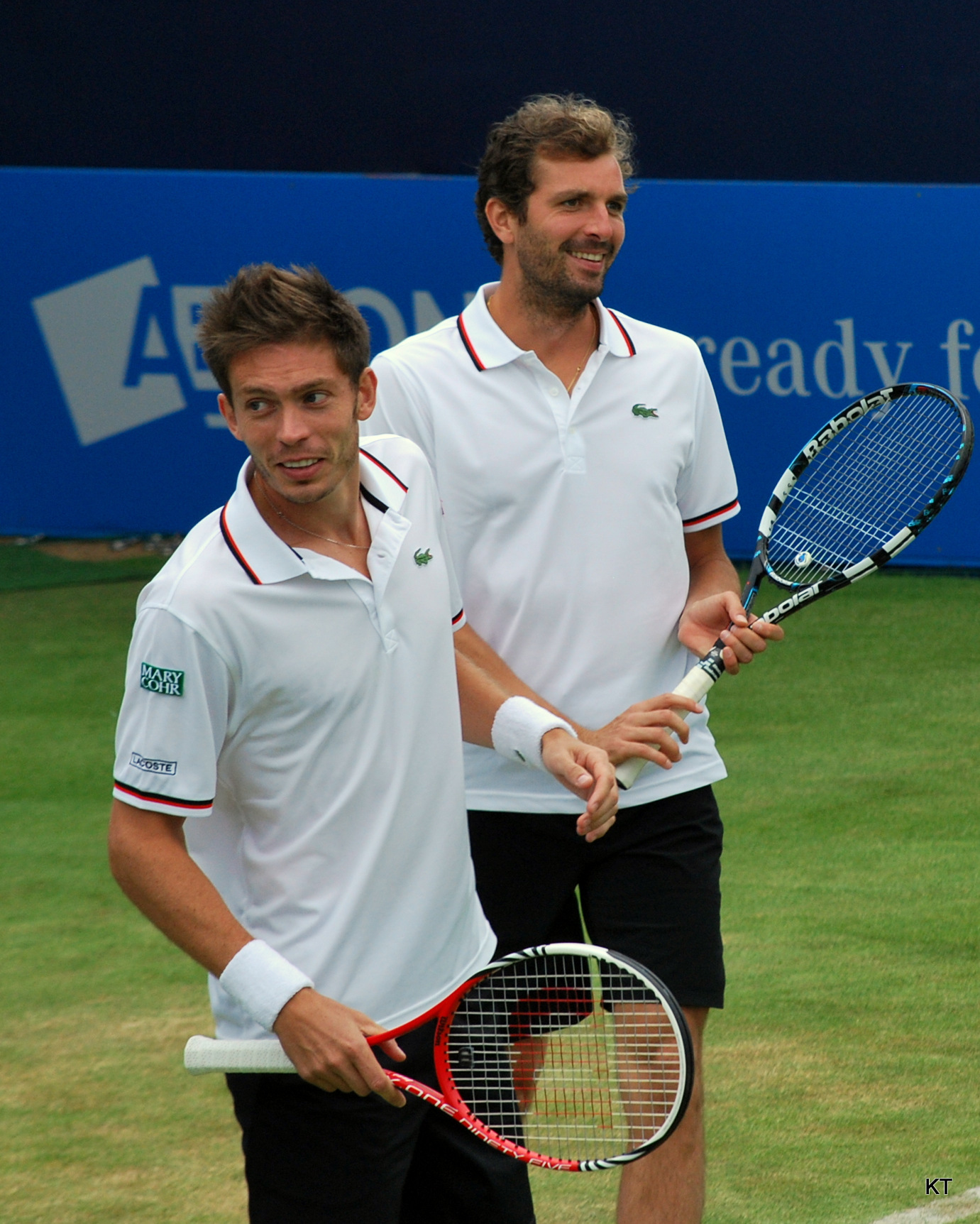
Маю (впереди) с Беннето на турнире в Лондоне в 2012 году

На Открытом чемпионате Австралии 2012 года Маю впервые выходит в третий раунд, где проигрывает № 1 в мире Новаку Джоковичу. В феврале на зальном турнире в Монпелье он смог выйти в четвертьфинал, а в парном розыгрыше стать победителем в альянсе с Эдуаром Роже-Вассленом. В конце февраля эта французская пара смогла выиграть турнир в Марселе. На Открытом чемпионате Франции Николя смог выиграть в первом раунде Энди Роддика, а во втором Мартина Клижана. Путь дальше ему закрыл № 3 в мировом рейтинге Роджер Федерер. Перейдя на траву, Маю на турнире в Лондоне во втором раунде смог переиграть № 4 в мире Энди Маррея 6-3, 6-7(4), 7-6(1). Уже в следующем раунде того турнира французский теннисист уступил Григору Димитрову. На Уимблдоне Маю во втором раунде в пяти сетах проигрывает Алехандро Фалье. При подготовке к Открытому чемпионату США Николя особых результатов не показывал и на самом турнире в США выбыл уже в первом раунде, а в парах дошёл до 1/4 финала. В конце сентября в паре с Роже-Вассленом он выиграл соревнования в Меце.
Первую половину сезона 2013 года Маю не смог записать себе в актив. Низкий рейтинг и поражения на начальных стадиях не внушали оптимизм. На Открытом чемпионате Франции он принял участие и в первом раунде проиграл Янко Типсаревичу. В парных же соревнованиях Маю удался отличный результат. Выступив на грунтовых кортах Ролан Гарроса с соотечественником Микаэлем Льодра, он сумел пройти в финал соревнований. В решающей встрече они проиграли американскому дуэту Бобу и Майку Брайанам со счётом 4-6, 6-4, 6-7(4). В преддверии Уимблдона Маю смог выиграть наконец-то свой первый титул в одиночных соревнованиях ATP-тура. Турнир в Хертонгебосе он начал с квалификации, так как в рейтинге на тот момент был лишь на 240-м месте. На пути к финалу таким образом он одержал семь побед подряд, а восьмой стала победа в решающем поединке над 1-й ракеткой мира Станисласом Вавринкой 6-3, 6-4. В рейтинге Маю поднялся вверх сразу на 116 позиций, но пока ещё оставался за пределами топ-100.
На Уимблдонском турнире 2013 года Николя смог выйти только во второй раунд. В начале июня он смог сразу выиграть ещё один титул на травяном турнире в Ньюпорте. В финале Маю обыгрывает ветерана из Австралии Ллейтона Хьюитта 5-7, 7-5, 6-3 и возвращает себе место в первой сотне мирового рейтинга. На этом турнире он выиграл и парные соревнования, сыграв на них с Эдуаром Роже-Вассленом. На Открытом чемпионате США на старте он проиграл Михаилу Южному. В сентябре на турнире в Меце Маю сумел выйти в полуфинал. В середине октября Маю выиграл «челленджер» в Ренне. По итогам сезона Маю занял в рейтинге 50-е место.
На Открытом чемпионате Австралии 2014 года Маю проигрывает в первом раунде, а в парных соревнованиях с Льодра выходит в полуфинал. В феврале их французский дуэт выиграл парный приз в Роттердаме. На турнире в Марселе Николя выходит в 1/4 финала. В мае он забрался на самую высокую в карьере позицию в одиночном рейтинге, заняв 37-е место. На Открытом чемпионате Франции и Уимблдонском турнире Маю вновь выбывает уже на старте, а в парном розыгрыше Уимблдона с Льодра сумел выйти в полуфинал. До этого турнира и после него Маю дважды сыграл в четвертьфиналах на траве: в Хертонгебосе и Ньюпорте, где год назад он смог завоевать титулы. Открытый чемпионат США также завершается для Маю поражением в первом раунде. После него он побеждает на «челленджере» в Сен-Реми-де-Провансе. В концовке сезона ему удаётся выиграть ещё два парных «челленджера».

### 2015—2016 (победы на Большом шлеме и № 1 парного рейтинга)

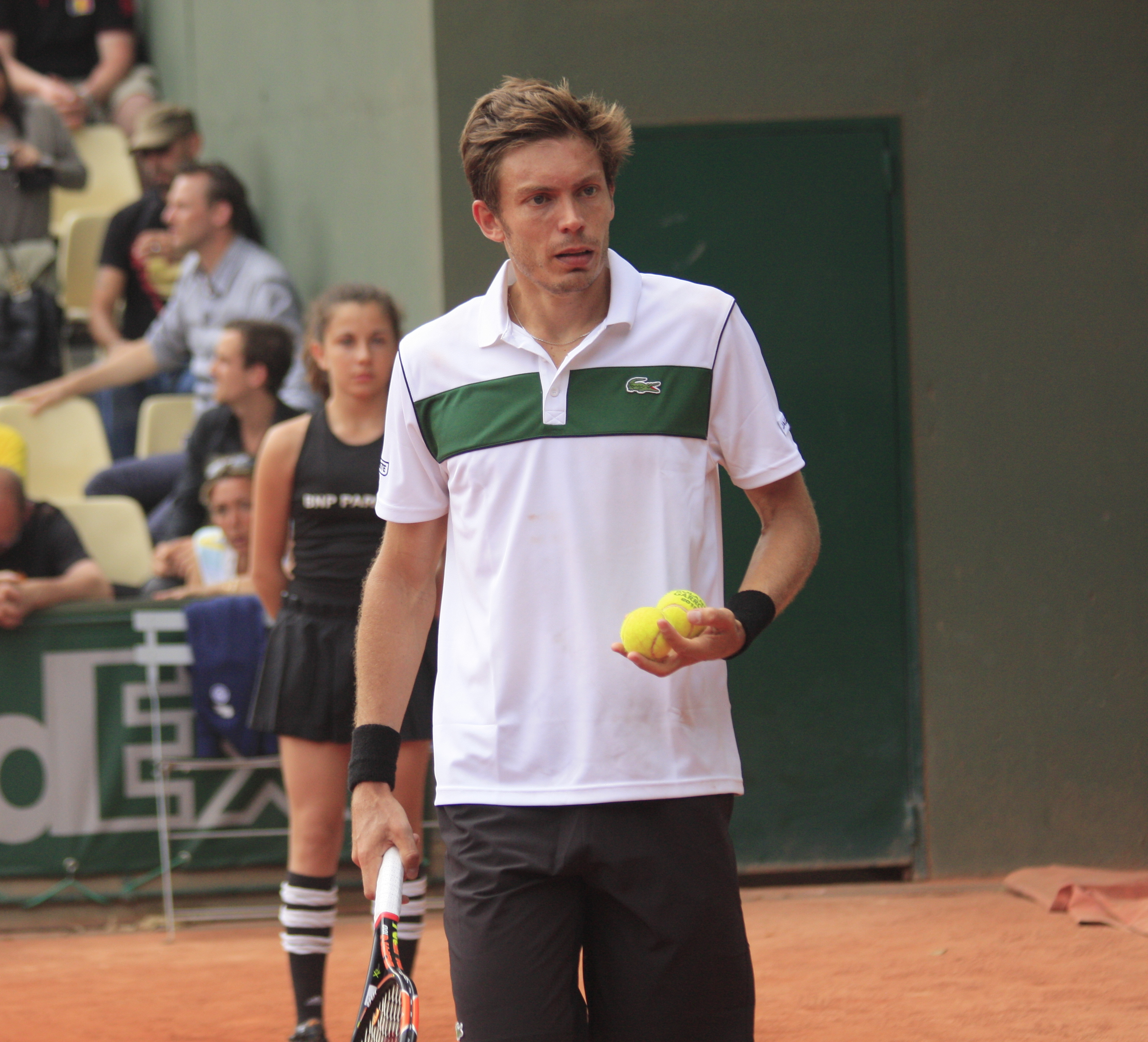
Маю на Открытом чемпионате Франции 2015 года

Ещё в концовке сезона 2014 года Маю попробовал выступать в парном разряде со своим соотечественником Пьер-Юге Эрбером. В 2015 году их партнёрство становиться постоянным и уже на открытом чемпионате Австралии они сумели пройти в финал, где в двух сетах проиграли итальянскому дуэту Симоне Болелли / Фабио Фоньини. В апреле Маю выиграл «челленджер» в Сен-Бриё. на Открытом чемпионате Франции он смог пройти в третий раунд. где проиграл другому французскому теннисисту Жилю Симону. Перейдя на любимую для себя траву, Маю смог повторить подвиг двухлетней давности и выиграть турнир в Хертонгебосе, начав его с квалификационного отбора. В финале он выиграл представителя Бельгии Давида Гоффена 7-6(1), 6-1. На том же турнире вместе с Эрбером он добрался до финала парных соревнований, но уступили. Зато через неделю им удается взять парный приз на турнире в Лондоне. На Уимблдонском турнире Маю во втором раунде проигрывает Томашу Бердыху. Также он выступил и в одиночных соревнованиях Открытого чемпионата США, проиграв на этот раз Гильермо Гарсии-Лопесу. В парном разряде Маю ждал успех. Совместно с Эрбером он с третьей попытки выигрывает в финале турнира Большого шлема. Маю и Эрбер стали первой чисто французской командой, которая выиграла мужские парные соревнованиях на кортах США (до этого из французов здесь побеждал лишь Пьер Бартес в 1970 году, выступавший в альянсе с югославским спортсменом Николой Пиличем).
В сентябре Маю вышел в четвертьфинал на турнире в Меце. Там же с Эрбером он выходит в финал парных соревнований. В концовке сезона Маю и Эрбер приняли участие в парном розыгрыше Итогового турнира ATP и, выиграв один матч и проиграв два, не смогли выйти из группы. В итоговом рейтинге 2015 года Маю занял 71-е место в одиночном и 12-е в парном рейтингах.
В начале 2016 года Маю смог, начав с квалификации, выйти в 1/4 финала турнира в Сиднее. На Открытом чемпионате Австралии француз во втором раунде проиграл Гаэлю Монфису. Успешно сложился для Николя зальный турнир в Роттердаме, где он смог выйти в полуфинал, а в парном разряде совместно с канадским теннисистом Вашеком Поспишилом смог взять титул. Весной Маю и Эрбер очень успешно выступают на парных турнирах серии Мастерс. Им удалось выиграть три стартовых Мастерса сезона подряд, завоевав титулы в Индиан-Уэлсе и Майами на харде и в Монте-Карло на грунте. Это позволило подняться Маю на третье место в парном рейтинге. На кортах Ролан Гаррос в мае Николя проигрывает во втором раунде Марселю Гранольерсу. В июне он выигрывает в третий раз в карьере титул на турнире в Хертогенбосе, где в финале он выиграл Жиля Мюллера 6-4, 6-4. На турнире в Лондоне Маю и Эрбер взяли очередной в сезоне парный титул и с хорошим настроением отправились на Уимблдонский турнир. На главном травяном турнире Маю смог выступить успешно. В одиночном турнире он впервые в карьере смог пройти в стадии четвёртого раунда на турнирах Большого шлема, а во втором раунде обыграл 14-ю ракетку мира Давида Феррера. В парном же разряде Маю и Эрбер смогли победить, взяв после выступления в США второй в карьере Большой шлем. Этот триумф позволяет Маю стать лидером мировой парной классификации.
В августе Николя принял участие в первой в своей карьере Олимпиаде, которая проводилась в Рио-де-Жанейро. Выступив на Олимпийском теннисном турнире в парном разряде (с Эрбером) и миксте (с Каролин Гарсией), Маю довольно скоро покинул его, уступив с партнёрами в обоих соревнованиях в первом раунде. На Открытом чемпионате США Маю прошёл в третий раунд, где проиграл Кэю Нисикори. В парном разряде Маю и Эрбер не смогли защитить прошлогодний титул, однако смогли дойти до высокой стадии полуфинала. В сентябре он смог выйти в четвертьфинал на турнире в Меце. В паре с Эрбером до конца сезона удалось выйти в финалы турнира в Антверпене и Мастерса в Париже. На Итоговом турнире французский дуэт сыграл плохо, проиграв все три матча в своей группе. По итогам сезона Маю занял высокое для себя — 39-е место в одиночном рейтинге, а в парном завершил сезон на первой строчке, удержав её с июля.

### 2017—2019 (карьерный Большой шлем, победы в Кубке Дэвиса и на Итоговом турнире)

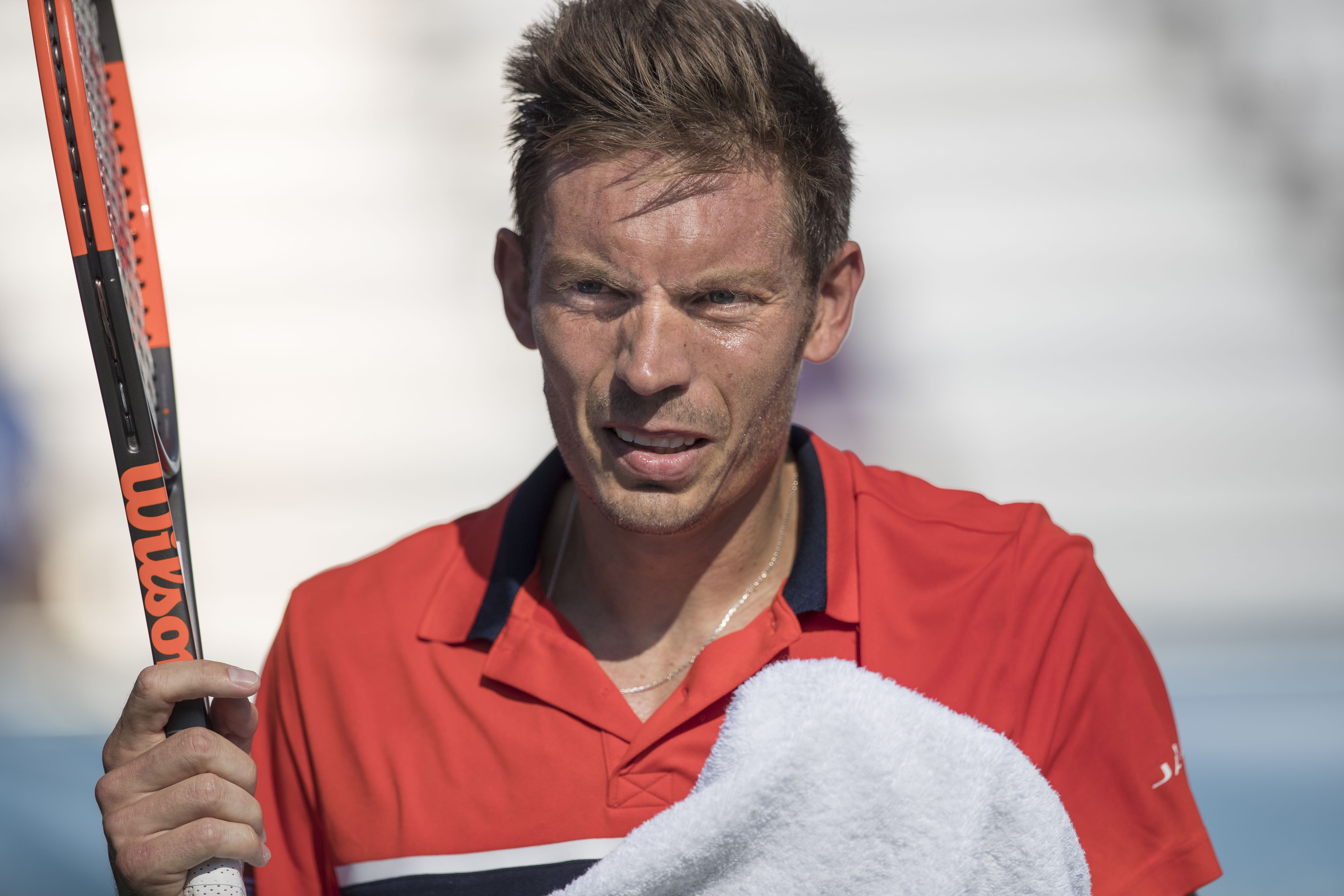
Маю на турнире в Вашингтоне 2017 года

На Открытом чемпионате Австралии 2017 года дуэт Маю и Эрбер смог доиграть до четвертьфинала. Первый титул в сезоне Николя выиграл в феврале на турнире в Марселе, взяв его в дуэте с другим соотечественником и давним партнёром Жюльеном Беннето. В марте на Мастерсе в Майами Маю смог выйти в четвёртый раунд одиночного турнира. В начале апреля, после 38 недель подряд в качестве первой ракетки мира в парах, француз покинул вершину рейтинга. В мае в альянсе с Эдуаром Роже-Вассленом он смог сыграть в парном финале Мастерса в Мадриде. На Мастерсе в Риме он выступал уже в команде с Эрбером и они смогли взять титул. Следующих успехов Маю и Эрбер добились в августе на связке Мастерсов в Монреале и Цинциннати, где смогли стать чемпионами, а Маю завоевал свой 20-й парный титул в Туре. На Открытом чемпионате США он смог через квалификацию попасть в одиночную сетку и второй год подряд доиграть до третьего раунда. Сезон он завершил за пределами топ-100 одиночного рейтинга, а в парах занял 6-е место. На протяжении сезона Маю привлекался за игры в сборной Франции на Кубке Дэвиса и выиграл три парные и одну одиночную игры. В финале с бельгийцами он заигран не был, однако французы смогли победить и взять престижный командный трофей в том сезоне.
В феврале 2018 года на турнире в Роттердаме французский дуэт Маю и Эрбер выиграли парный титул, обыграв в финале пару Оливер Марах и Мате Павич. На турнире в Марселе впервые за долгое время Маю смог пройти в 1/4 финала одиночного соревнования, обыграв в первом раунде молодого грека Стефаноса Циципаса. На Ролан Гаррос Маю и Эрбер вновь встретились в финале с парой Марах и Павич и смогли одержать победу. Победа на Открытом чемпионате Франции принесла французам третий в карьере титул Большого шлема. Дальше сильных результатов пара не показывала и осенью Маю выиграл два титула в паре с Эдуаром Роже-Вассленом (в Меце и Антверпене). На Итоговом турнире в Лондоне Маю и Эрбер дошли до финала, где проиграли Майку Брайану и Джеку Соку со счётом 7:5, 1:6, [11:13]. Однако Николя не смог завершить сезон в топ-10 парного рейтинга, заняв 11-ю строчку. В Кубке Дэвиса Маю принимал участие регулярно и смог помочь Франции выйти в финал второй год подряд, выиграв три парные встречи. В решающем матче против сборной Хорватии Маю и Эрбер смогли выиграть парный матч, однако партнёры по команде проиграли три одиночные встречи и не защитили свой прошлогодний титул.
В январе 2019 года, выиграв Открытый чемпионат Австралии в парном разряде, Николя Маю и Пьер-Юг Эрбер стали обладателями «карьерного Большого шлема», взяв по разу титул на всех четырёх турнирах серии. Победа в Мельбурне позволила Маю подняться на третье место парного рейтинга. Перед началом Открытого чемпионата Франции многолетний партнёр Маю Пьер-Юг Эрбер заявил, что хочет сосредоточиться на одиночном разряде. Партнёром Маю в парном турнире стал Юрген Мельцер, с которым они не сумели добиться успеха, проиграв во втором круге Кевину Кравицу и Андреасу Мису 4-6, 4-6. В одиночном разряде Николя, получив уайлд-кард, смог пройти в третий раунд. В июне он прошёл квалификацию на турнир в Лондоне и смог выйти в четвертьфинал, обыграв во втором раунде Стэна Вавринку. История с Эрбером продолжилась перед Уимблдоном. Энди Маррей, решивший продолжить свою карьеру, предложил Эрберу сыграть в парном разряде, в результате чего между Маю и Эрбером произошёл конфликт. Напарником Маю в парном разряде стал Эдуард Роже-Васслен. С ним они дошли до финала Уимблдона, где проиграли Хуану Себастьяну Кабалю и Роберту Фара — 7:6(5), 6:7(5), 6:7(6), 7:6(5), 3:6.
Перед Открытым чемпионатом США разногласия между Маю и Эрбером были забыты, и они сыграли в парном разряде. Однако турнир завершился для них уже в первом круге поражением от Рохана Бопанны и Дениса Шаповалова. Конец сезона Маю сначала играл с Роже-Вассленом. Они дошли до финала в Меце, а затем выиграли турнир в Токио. Затем Маю вновь воссоединился с Эрбером. Их победа на Мастерсе в Париже позволила занять восьмое место в гонке ATP и пробиться на Итоговый турнир года. На групповом этапе они одержали три победы, одолев в первом матче Хуана-Себастьяна Кабаля и Роберта Фару, во втором Кевина Кравица и Андреаса Миса, а в третьем Жана-Жюльена Ройера и Хорию Текэу, каждый в двух сетах. Выйдя из группы с первого места, они затем обыграли в полуфинале пару Лукаш Кубот и Марсело Мело в двух сетах. В финале турнира они одержали ещё одну двухсетовую победу над парой Майкл Винус и Равен Класен. Таким образом, Маю с Эрбером выиграли Итоговый турнир, не отдав ни одного сета. Маю завершил сезон на третьем месте парного рейтинга.
В финальном турнире Кубка Дэвиса 2019 года Маю играл парные матчи с Эрбером. На групповом этапе в первом матче против Японии парная встреча стала решающей, и Маю с Эрбером принесли Франции победу 2:1, обыграв в трёх сетах пару Бен Маклахлан и Ясутака Утияма. Во втором матче против Сербии Маю и Эрбер также выиграли у пары Янко Типсаревич и Виктор Троицки в двух сетах. Однако в одиночных встречах победу одержали сербские теннисисты. Таким образом, сборная Франции проиграла Сербии 1:2. Франция заняла второе место в группе и по дополнительным показателям не смогла пройти в четвертьфинал.

### 2020—2022 (парный титул на Ролан Гаррос и победа на Итоговом турнире)

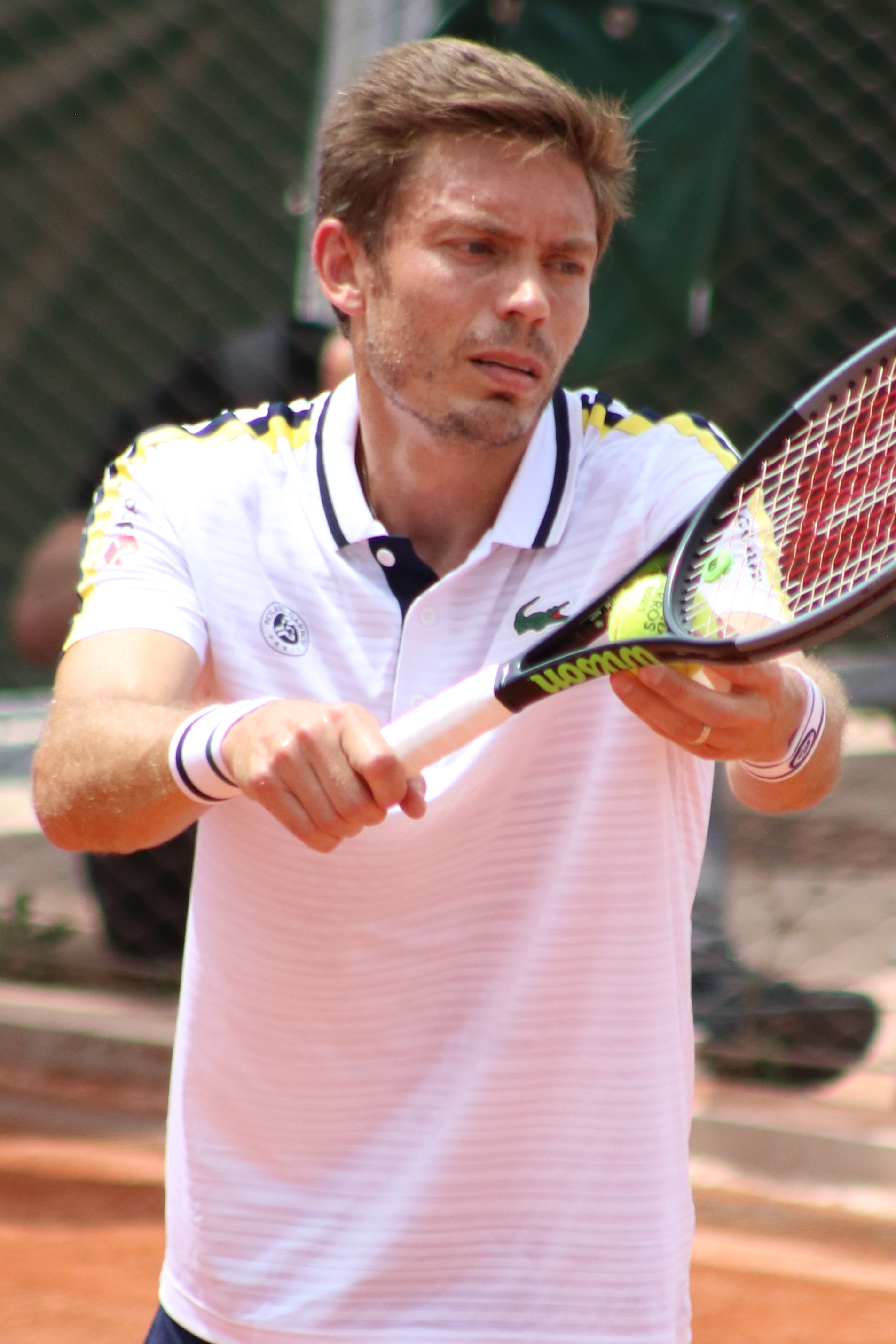
Маю на Ролан Гаррос 2021 года

Начало сезона ознаменовалось рядом поражений. На Кубке ATP 2020 года в составе сборной Франции с Эдуардом Роже-Вассленом они проиграли все матчи. Открытый чемпионат Австралии также закончился для Маю с постоянным партнёром Эрбером в первом круге. В одиночном разряде он не прошёл квалификацию. Далее в феврале последовали победы на турнирах в Роттердаме и Марселе. Николя смог довести свой счёт по количеству парных титулов в основном туре до 30-ти. После возобновления сезона Маю играл в паре с Яном-Леннардом Штруффом. Как перенесённый из Цинциннати в Нью-Йорк Мастерс, так и Открытый чемпионат США закончились для пары поражениями в первом круге. Осеню, начиная с Ролан Гаррос, где результатом стал третий раунд, Маю и Эрбер вновь играют в одной паре. После вылета с Большого шлема в Париже они смогли взять титул на турнире в Кёльне.
Сезон 2021 года Маю и Эрбер провели достаточно удачно. На Открытом чемпионате Австралии они добрались до четвертьфинала. Первого финала в сезоне достигли в мае на разминочном перед Ролан Гаррос турнире в Лионе. Открытый чемпионат Франции прошёл для них успешно. Маю и Эрбер смогли в борьбе взять титул (пять из шести матчей закончились победой в трёх сетах и трижды они отыгрывались после поражения в первом сете в том числе и в финале). Французский дуэт во второй раз выиграл в Париже (первый в 2018 году) и завоевал уже пятый титул Большого шлема. После успеха в Париже Маю и Эрбер выиграли турнир на траве в Лондоне и Николя на время переместился на второе место парного рейтинга. Однако Уимблдон завершился для них уже во втором раунде из-за травмы Эрбера и Маю опустился на третью строчку.
Олимпийские игры в Токио завершились для Маю поражением в первом раунде в мужских парах (с Эрбером) и в миксте (с Младенович). На Открытом чемпионате США Маю и Эрбер доиграли до четвертьфинала. В октябре, сыграв в дуэте с Фабрисом Мартеном, Маю выиграл зальный турнир в Антверпене. В концовке сезона пара Маю и Эрбер добралась до финала Мастерса в Париже, а затем во второй раз в карьере смогла выиграть Итоговый турнир. На групповом этапе французы проиграли только дуэту Раджив Рам и Джо Солсбери на решающем тай-брейке, однако прошли в плэй-офф и в финале смогли взять реванш у этой пары со счётом 6:4,
7:6(0). На финально турнире Кубка Дэвиса Маю и Эрбер сыграли только один матч, в котором победили, но сборная Франции не смогла выйти из группы. По итогу сезона Маю стал пятым в парном рейтинге.
На Открытом чемпионате Австралии 2022 года Маю сыграл в паре с Мартеном и выбыл уже на старте. В феврале в возрасте 40 лет он стал победителем турнира в Монпелье в команде с Эрбером.

## Рейтинг на конец года
| Год  | Одиночный рейтинг | Парный рейтинг |
| ---- | ----------------- | -------------- |
| 2023 |                   | 38             |
| 2022 |                   | 48             |
| 2021 | 406               | 5              |
| 2020 | 238               | 6              |
| 2019 | 194               | 3              |
| 2018 | 190               | 11             |
| 2017 | 103               | 6              |
| 2016 | 39                | 1              |
| 2015 | 71                | 12             |
| 2014 | 117               | 19             |
| 2013 | 50                | 32             |
| 2012 | 108               | 51             |
| 2011 | 80                | 59             |
| 2010 | 132               | 97             |
| 2009 | 214               | 98             |
| 2008 | 94                | 81             |
| 2007 | 45                | 38             |
| 2006 | 66                | 83             |
| 2005 | 134               | 57             |
| 2004 | 131               | 27             |
| 2003 | 94                | 75             |
| 2002 | 269               | 290            |
| 2001 | 216               | 279            |
| 2000 | 388               | 207            |
| 1999 | 1 061             | 826            |

## Выступления на турнирах

### Финалы турниров ATP в одиночном разряде (6)

#### Победы (4)
| Титулы                                 |
| -------------------------------------- |
| Турниры Большого шлема (0+5)*          |
| Итоговый турнир ATP (0+2)              |
| ATP Мастерс 1000 (0+7)                 |
| ATP International Gold / АТР 500 (0+8) |
| ATP International / АТР 250 (4+15)     |

| Титулы по покрытиям | Титулы по месту проведения матчей турнира |
| ------------------- | ----------------------------------------- |
| Хард (0+28)*        | Зал (0+21)                                |
| Грунт (0+4)         | Зал (0+21)                                |
| Трава (4+5)         | Открытый воздух (4+16)                    |
| Ковёр (0)           | Открытый воздух (4+16)                    |

* количество побед в одиночном разряде + количество побед в парном разряде.
| №  | Дата         | Турнир                      | Покрытие | Соперник в финале  | Счёт        |
| 1. | 22 июня 2013 | Хертогенбос, Нидерланды     | Трава    | Станислас Вавринка | 6-3 6-4     |
| 2. | 14 июля 2013 | Ньюпорт, США                | Трава    | Ллейтон Хьюитт     | 5-7 7-5 6-3 |
| 3. | 14 июня 2015 | Хертогенбос, Нидерланды (2) | Трава    | Давид Гоффен       | 7-6(1) 6-1  |
| 4. | 13 июня 2016 | Хертогенбос, Нидерланды (3) | Трава    | Жиль Мюллер        | 6-4 6-4     |

#### Поражения (2)
| №  | Дата         | Турнир                 | Покрытие | Соперник в финале | Счёт              |
| 1. | 17 июня 2007 | Лондон, Великобритания | Трава    | Энди Роддик       | 6-4 6-7(7) 6-7(2) |
| 2. | 15 июля 2007 | Ньюпорт, США           | Трава    | Фабрис Санторо    | 4-6 4-6           |

### Финалы челленджеров и фьючерсов в одиночном разряде (27)

#### Победы (17)
| Условные обозначения |
| Челленджеры (12+21)* |
| Фьючерсы (5+7)       |

| Титулы по покрытиям | Титулы по месту проведения матчей турнира |
| ------------------- | ----------------------------------------- |
| Хард (12+18)*       | Зал (10+17)                               |
| Грунт (2+7)         | Зал (10+17)                               |
| Трава (1+2)         | Открытый воздух (7+11)                    |
| Ковёр (2+1)         | Открытый воздух (7+11)                    |

* количество побед в одиночном разряде + количество побед в парном разряде.
| №   | Дата             | Турнир                       | Покрытие    | Соперник в финале | Счёт                |
| 1.  | 12 августа 2001  | Люксембург, Люксембург       | Грунт       | Стефан Мартинес   | 6-2 6-1             |
| 2.  | 16 сентября 2001 | Баньер-де-Бигор, Франция     | Хард        | Марк Жикель       | 6-3 6-2             |
| 3.  | 29 сентября 2002 | Плезир, Франция              | Хард        | Жан-Кристоф Форе  | 7-6(4) 4-6 6-2      |
| 4.  | 26 января 2003   | Довиль, Франция              | Грунт (зал) | Режис Лавернь     | 4-6 6-3 6-3         |
| 5.  | 23 марта 2003    | Пуатье, Франция              | Ковёр (зал) | Даниэле Браччали  | 7-6(3) 7-6(10)      |
| 6.  | 20 июля 2003     | Манчестер, Великобритания    | Трава       | Жиль Элсенер      | 6-3 7-6(5)          |
| 7.  | 25 июля 2004     | Вальядолид, Испания          | Хард        | Жан-Мишель Пекери | 6-3 3-6 6-5 — отказ |
| 8.  | 26 февраля 2006  | Безансон, Франция            | Хард (зал)  | Франк Данцевич    | 6-3 6-4             |
| 9.  | 5 марта 2006     | Шербур-Октевиль, Франция     | Хард (зал)  | Жан-Кристоф Форе  | 6-2 6-4             |
| 10. | 12 марта 2006    | Киото, Япония                | Ковёр (зал) | Лу Яньсюнь        | 6-4 6-1             |
| 11. | 14 сентября 2008 | Орлеан, Франция              | Хард (зал)  | Кристоф Рохус     | 5-7 6-1 7-6(2)      |
| 12. | 7 марта 2010     | Шербур-Октевиль, Франция     | Хард (зал)  | Жиль Мюллер       | 6-4 6-3             |
| 13. | 24 октября 2010  | Орлеан, Франция              | Хард (зал)  | Григор Димитров   | 2-6 7-6(6) 7-6(4)   |
| 14. | 6 февраля 2011   | Курмайор, Италия             | Хард (зал)  | Жиль Мюллер       | 7-6(4) 6-4          |
| 15. | 13 октября 2013  | Ренн, Франция                | Хард        | Кенни де Схеппер  | 6-3 7-6(3)          |
| 16. | 7 сентября 2014  | Сен-Реми-де-Прованс, Франция | Хард        | Венсан Мийо       | 6-7(3) 6-4 6-3      |
| 17. | 12 апреля 2015   | Сен-Бриё, Франция            | Хард (зал)  | Юити Сугита       | 3-6 7-6(3) 6-4      |

#### Поражения (10)
| №   | Дата             | Турнир                     | Покрытие   | Соперник в финале   | Счёт           |
| 1.  | 27 октября 2002  | Ла-Рош-сюр-Йон, Франция    | Хард (зал) | Марк Жикель         | 4-6 7-5 2-6    |
| 2.  | 6 июня 2003      | Пособланко, Испания        | Хард       | Стефано Пескосолидо | 4-6 3-6        |
| 3.  | 1 августа 2004   | Эль-Эспинар, Испания       | Хард       | Поль-Анри Матьё     | 7-6(4) 4-6 4-6 |
| 4.  | 3 октября 2004   | Гренобль, Франция          | Хард (зал) | Кароль Кучера       | 5-7 2-6        |
| 5.  | 27 февраля 2005  | Шербур-Октевиль, Франция   | Хард (зал) | Рик де Вуст         | 5-7 2-6        |
| 6.  | 18 сентября 2005 | Орлеан, Франция            | Хард (зал) | Сирил Солнье        | 3-6 4-6        |
| 7.  | 16 сентября 2007 | Орлеан, Франция            | Хард (зал) | Оливье Рохус        | 4-6 4-6        |
| 8.  | 6 марта 2011     | Шербур-Октевиль, Франция   | Хард (зал) | Григор Димитров     | 2-6 6-7(4)     |
| 9.  | 20 октября 2013  | Муийрон-ле-Каптиф, Франция | Хард (зал) | Михаэль Беррер      | 6-1 4-6 3-6    |
| 10. | 12 октября 2014  | Ренн, Франция              | Хард (зал) | Стив Дарси          | 2-6 4-6        |

### Финалы турниров Большого шлема в парном разряде (8)

#### Победы (5)
| №  | Год  | Турнир                         | Покрытие | Партнёр       | Соперники в финале                | Счёт           |
| 1. | 2015 | Открытый чемпионат США         | Хард     | Пьер-Юг Эрбер | Джейми Маррей Джон Пирс           | 6-4 6-4        |
| 2. | 2016 | Уимблдон                       | Трава    | Пьер-Юг Эрбер | Жюльен Беннето Эдуар Роже-Васслен | 6-4 7-6(1) 6-3 |
| 3. | 2018 | Открытый чемпионат Франции     | Грунт    | Пьер-Юг Эрбер | Оливер Марах Мате Павич           | 6-2 7-6(4)     |
| 4. | 2019 | Открытый чемпионат Австралии   | Хард     | Пьер-Юг Эрбер | Хенри Континен Джон Пирс          | 6-4 7-6(1)     |
| 5. | 2021 | Открытый чемпионат Франции (2) | Грунт    | Пьер-Юг Эрбер | Александр Бублик Андрей Голубев   | 4-6 7-6(1) 6-4 |

#### Поражения (3)
| №  | Год  | Турнир                       | Покрытие | Партнёр            | Соперники в финале                | Счёт                            |
| 1. | 2013 | Открытый чемпионат Франции   | Грунт    | Микаэль Льодра     | Боб Брайан Майк Брайан            | 4-6 6-4 6-7(4)                  |
| 2. | 2015 | Открытый чемпионат Австралии | Хард     | Пьер-Юг Эрбер      | Симоне Болелли Фабио Фоньини      | 4-6 4-6                         |
| 3. | 2019 | Уимблдон                     | Трава    | Эдуар Роже-Васслен | Хуан Себастьян Кабаль Роберт Фара | 7-6(5) 6-7(5) 6-7(6) 7-6(5) 3-6 |

### Финалы Итогового турнираATPв парном разряде (3)

#### Победы (2)
| №  | Год  | Турнир                 | Покрытие   | Партнёр       | Соперники в финале       | Счёт       |
| 1. | 2019 | Лондон, Великобритания | Хард (зал) | Пьер-Юг Эрбер | Майкл Винус Равен Класен | 6-3 6-4    |
| 2. | 2021 | Турин, Италия          | Хард (зал) | Пьер-Юг Эрбер | Раджив Рам Джо Солсбери  | 6-4 7-6(0) |

#### Поражения (1)
| №  | Год  | Турнир                 | Покрытие   | Партнёр       | Соперники в финале   | Счёт            |
| 1. | 2018 | Лондон, Великобритания | Хард (зал) | Пьер-Юг Эрбер | Майк Брайан Джек Сок | 7-5 1-6 [11-13] |

### Финалы турнировATPв парном разряде (59)

#### Победы (37)
| №   | Дата             | Турнир                         | Покрытие   | Партнёр            | Соперники в финале                  | Счёт               |
| 1.  | 5 октября 2003   | Мец, Франция                   | Хард (зал) | Жюльен Беннето     | Микаэль Льодра Фабрис Санторо       | 7-6(2) 6-3         |
| 2.  | 16 октября 2004  | Мец, Франция (2)               | Хард (зал) | Арно Клеман        | Урос Вико Иван Любичич              | 6-2 7-6(8)         |
| 3.  | 31 октября 2009  | Лион, Франция                  | Хард (зал) | Жюльен Беннето     | Себастьян Грожан Арно Клеман        | 6-4 7-6(6)         |
| 4.  | 5 февраля 2012   | Монпелье, Франция (2)          | Хард (зал) | Эдуар Роже-Васслен | Джейми Маррей Пол Хенли             | 6-4 7-6(4)         |
| 5.  | 26 февраля 2012  | Марсель, Франция               | Хард (зал) | Эдуар Роже-Васслен | Дастин Браун Жо-Вильфрид Тсонга     | 3-6 6-3 [10-6]     |
| 6.  | 22 сентября 2012 | Мец, Франция (3)               | Хард (зал) | Эдуар Роже-Васслен | Юхан Брунстрём Фредерик Нильсен     | 7-6(3) 6-4         |
| 7.  | 15 июля 2013     | Ньюпорт, США                   | Трава      | Эдуар Роже-Васслен | Тим Смычек Райн Уильямс             | 6-7(4) 6-2 [10-5]  |
| 8.  | 16 февраля 2014  | Роттердам, Нидерланды          | Хард (зал) | Микаэль Льодра     | Жан-Жюльен Ройер Хория Текэу        | 6-2 7-6(4)         |
| 9.  | 21 июня 2015     | Лондон, Великобритания         | Трава      | Пьер-Юг Эрбер      | Ненад Зимонич Марцин Матковский     | 6-2 6-2            |
| 10. | 12 сентября 2015 | Открытый чемпионат США         | Хард       | Пьер-Юг Эрбер      | Джейми Маррей Джон Пирс             | 6-4 6-4            |
| 11. | 14 февраля 2016  | Роттердам, Нидерланды (2)      | Хард (зал) | Вашек Поспишил     | Александр Пейя Филипп Пецшнер       | 7-6(2) 6-4         |
| 12. | 19 марта 2016    | Индиан-Уэлс, США               | Хард       | Пьер-Юг Эрбер      | Вашек Поспишил Джек Сок             | 6-3 7-6(5)         |
| 13. | 2 апреля 2016    | Майами, США                    | Хард       | Пьер-Юг Эрбер      | Равен Класен Раджив Рам             | 5-7 6-1 [10-7]     |
| 14. | 17 апреля 2016   | Монте-Карло, Монако            | Грунт      | Пьер-Юг Эрбер      | Джейми Маррей Бруно Соарес          | 4-6 6-0 [10-6]     |
| 15. | 19 июня 2016     | Лондон, Великобритания (2)     | Трава      | Пьер-Юг Эрбер      | Крис Гуччоне Андре Са               | 6-3 7-6(5)         |
| 16. | 9 июля 2016      | Уимблдон                       | Трава      | Пьер-Юг Эрбер      | Жюльен Беннето Эдуар Роже-Васслен   | 6-4 7-6(1) 6-3     |
| 17. | 26 февраля 2017  | Марсель, Франция (2)           | Хард (зал) | Жюльен Беннето     | Доминик Инглот Робин Хасе           | 6-4 6-7(9) [10-5]  |
| 18. | 21 мая 2017      | Рим, Италия                    | Грунт      | Пьер-Юг Эрбер      | Марсель Гранольерс Иван Додиг       | 4-6 6-4 [10-3]     |
| 19. | 13 августа 2017  | Монреаль, Канада               | Хард       | Пьер-Юг Эрбер      | Рохан Бопанна Иван Додиг            | 6-4 3-6 [10-6]     |
| 20. | 20 августа 2017  | Цинциннати, США                | Хард       | Пьер-Юг Эрбер      | Джейми Маррей Бруно Соарес          | 7-6(6) 6-4         |
| 21. | 18 февраля 2018  | Роттердам, Нидерланды (3)      | Хард (зал) | Пьер-Юг Эрбер      | Оливер Марах Мате Павич             | 2-6 6-2 [10-7]     |
| 22. | 9 июня 2018      | Открытый чемпионат Франции     | Грунт      | Пьер-Юг Эрбер      | Оливер Марах Мате Павич             | 6-2 7-6(4)         |
| 23. | 23 сентября 2018 | Мец, Франция (4)               | Хард (зал) | Эдуар Роже-Васслен | Кен Скупски Нил Скупски             | 6-1 7-5            |
| 24. | 21 октября 2018  | Антверпен, Бельгия             | Хард (зал) | Эдуар Роже-Васслен | Сантьяго Гонсалес Марсело Демолинер | 6-4 7-5            |
| 25. | 27 января 2019   | Открытый чемпионат Австралии   | Хард       | Пьер-Юг Эрбер      | Хенри Континен Джон Пирс            | 6-4 7-6(1)         |
| 26. | 6 октября 2019   | Токио, Япония                  | Хард (зал) | Эдуар Роже-Васслен | Никола Мектич Франко Шкугор         | 7-6(7) 6-4         |
| 27. | 3 ноября 2019    | Париж, Франция                 | Хард (зал) | Пьер-Юг Эрбер      | Андрей Рублёв Карен Хачанов         | 6-4 6-1            |
| 28. | 17 ноября 2019   | Итоговый турнир ATP            | Хард (зал) | Пьер-Юг Эрбер      | Майкл Винус Равен Класен            | 6-3 6-4            |
| 29. | 16 февраля 2020  | Роттердам, Нидерланды (4)      | Хард (зал) | Пьер-Юг Эрбер      | Хенри Континен Ян-Леннард Штруфф    | 7-6(5) 4-6 [10-7]  |
| 30. | 23 февраля 2020  | Марсель, Франция (3)           | Хард (зал) | Вашек Поспишил     | Уэсли Колхоф Никола Мектич          | 6-3 6-4            |
| 31. | 18 октября 2020  | Кёльн, Германия                | Хард (зал) | Пьер-Юг Эрбер      | Лукаш Кубот Марсело Мело            | 6-4 6-4            |
| 32. | 12 июня 2021     | Открытый чемпионат Франции (2) | Грунт      | Пьер-Юг Эрбер      | Александр Бублик Андрей Голубев     | 4-6 7-6(1) 6-4     |
| 33. | 20 июня 2021     | Лондон, Великобритания (3)     | Трава      | Пьер-Юг Эрбер      | Райли Опелка Джон Пирс              | 6-4 7-5            |
| 34. | 24 октября 2021  | Антверпен, Бельгия (2)         | Хард (зал) | Фабрис Мартен      | Уэсли Колхоф Жан-Жюльен Ройер       | 6-0 6-1            |
| 35. | 21 ноября 2021   | Итоговый турнир ATP (2)        | Хард (зал) | Пьер-Юг Эрбер      | Раджив Рам Джо Солсбери             | 6-4 7-6(0)         |
| 36. | 6 февраля 2022   | Монпелье, Франция (3)          | Хард (зал) | Пьер-Юг Эрбер      | Ллойд Гласспул Харри Хелиёваара     | 4-6 7-6(3) [12-10] |
| 37. | 16 октября 2022  | Флоренция, Италия              | Хард (зал) | Эдуар Роже-Васслен | Иван Додиг Остин Крайчек            | 7-6(4) 6-3         |

#### Поражения (22)
| №   | Дата             | Турнир                       | Покрытие    | Партнёр            | Соперники в финале                   | Счёт                            |
| 1.  | 12 октября 2003  | Лион, Франция                | Ковёр (зал) | Жюльен Беннето     | Энди Рам Йонатан Эрлих               | 1-6 3-6                         |
| 2.  | 10 июля 2004     | Ньюпорт, США                 | Трава       | Грегори Карра      | Джордан Керр Джим Томас              | 3-6 7-6(5) 3-6                  |
| 3.  | 29 сентября 2007 | Бангкок, Таиланд             | Хард (зал)  | Микаэль Льодра     | Санчай Ративатана Сончат Ративатана  | 6-3 5-7 [7-10]                  |
| 4.  | 13 ноября 2011   | Париж, Франция               | Хард (зал)  | Жюльен Беннето     | Рохан Бопанна Айсам-уль-Хак Куреши   | 2-6 4-6                         |
| 5.  | 8 июня 2013      | Открытый чемпионат Франции   | Грунт       | Микаэль Льодра     | Боб Брайан Майк Брайан               | 4-6 6-4 6-7(4)                  |
| 6.  | 22 сентября 2013 | Мец, Франция                 | Хард (зал)  | Жо-Вильфрид Тсонга | Юхан Брунстрём Равен Класен          | 4-6 6-7(5)                      |
| 7.  | 9 февраля 2014   | Монпелье, Франция            | Хард (зал)  | Марк Жикель        | Николай Давыденко Денис Истомин      | 4-6 6-1 [7-10]                  |
| 8.  | 31 января 2015   | Открытый чемпионат Австралии | Хард        | Пьер-Юг Эрбер      | Симоне Болелли Фабио Фоньини         | 4-6 4-6                         |
| 9.  | 14 июня 2015     | Хертогенбос, Нидерланды      | Трава       | Пьер-Юг Эрбер      | Иво Карлович Лукаш Кубот             | 2-6 6-7(9)                      |
| 10. | 27 сентября 2015 | Мец, Франция (2)             | Хард (зал)  | Пьер-Юг Эрбер      | Лукаш Кубот Эдуар Роже-Васслен       | 6-2 3-6 [7-10]                  |
| 11. | 23 октября 2016  | Антверпен, Бельгия           | Хард (зал)  | Пьер-Юг Эрбер      | Даниэль Нестор Эдуар Роже-Васслен    | 4-6 4-6                         |
| 12. | 6 ноября 2016    | Париж, Франция (2)           | Хард (зал)  | Пьер-Юг Эрбер      | Хенри Континен Джон Пирс             | 4-6 6-3 [6-10]                  |
| 13. | 14 мая 2017      | Мадрид, Испания              | Грунт       | Эдуар Роже-Васслен | Лукаш Кубот Марсело Мело             | 5-7 3-6                         |
| 14. | 18 ноября 2018   | Итоговый турнир ATP          | Хард (зал)  | Пьер-Юг Эрбер      | Майк Брайан Джек Сок                 | 7-5 1-6 [11-13]                 |
| 15. | 13 июля 2019     | Уимблдон                     | Трава       | Эдуар Роже-Васслен | Хуан Себастьян Кабаль Роберт Фара    | 7-6(5) 6-7(5) 6-7(6) 7-6(5) 3-6 |
| 16. | 22 сентября 2019 | Мец, Франция (3)             | Хард (зал)  | Эдуар Роже-Васслен | Роберт Линдстедт Ян-Леннард Штруфф   | 6-2 6-7(1) [4-10]               |
| 17. | 23 мая 2021      | Лион, Франция                | Грунт       | Пьер-Юг Эрбер      | Юго Нис Тим Пютц                     | 4-6 7-5 [8-10]                  |
| 18. | 7 ноября 2021    | Париж, Франция (3)           | Хард (зал)  | Пьер-Юг Эрбер      | Майкл Винус Тим Пютц                 | 3-6 7-6(4) [9-11]               |
| 19. | 30 октября 2022  | Базель, Швейцария            | Хард (зал)  | Эдуар Роже-Васслен | Иван Додиг Остин Крайчек             | 4-6 6-7(5)                      |
| 20. | 26 февраля 2023  | Марсель, Франция             | Хард (зал)  | Фабрис Мартен      | Сантьяго Гонсалес Эдуар Роже-Васслен | 6-4 6-7(4) [7-10]               |
| 21. | 1 апреля 2023    | Майами, США                  | Хард        | Остин Крайчек      | Сантьяго Гонсалес Эдуар Роже-Васслен | 6-7(4) 5-7                      |
| 22. | 27 мая 2023      | Лион, Франция (2)            | Грунт       | Матве Мидделкоп    | Раджив Рам Джо Солсбери              | 0-6 3-6                         |

### Финалы челленджеров и фьючерсов в парном разряде (37)

#### Победы (28)
| №   | Дата             | Турнир                        | Покрытие    | Партнёр            | Соперники в финале                      | Счёт                 |
| 1.  | 26 июля 1999     | Экс-ле-Бен, Франция           | Грунт       | Жюльен Кассен      | Тьерри Асьон Марк-Оливье Барон          | 6-3 7-6(4)           |
| 2.  | 23 июля 2000     | Контрексевиль, Франция        | Грунт       | Жюльен Беннето     | Жан-Рене Лиснар Оливье Патьянс          | 6-3 7-6(4)           |
| 3.  | 1 октября 2000   | Плезир, Франция               | Хард (зал)  | Жюльен Беннето     | Ноам Бер Айсам-уль-Хак Куреши           | 6-3 7-6(5)           |
| 4.  | 25 февраля 2001  | Андрезье-Бутеон, Франция      | Хард (зал)  | Жюльен Беннето     | Ноам Бер Йонатан Эрлих                  | 6-3 6-3              |
| 5.  | 16 июля 2001     | Бурк-ан-Брес, Франция         | Грунт       | Жюльен Беннето     | Николя Девильде Кристоф Дево            | 6-4 7-6(4)           |
| 6.  | 3 февраля 2002   | Любек, Германия               | Ковёр (зал) | Грегори Карра      | Ив Аллегро Денис Голованов              | 4-6 7-6(7) 6-1       |
| 7.  | 17 марта 2002    | Лилль, Франция                | Хард (зал)  | Жюльен Беннето     | Максим Бойе Тома Дюпре                  | 6-3 7-5              |
| 8.  | 12 января 2003   | Грас, Франция                 | Грунт (зал) | Эдуар Роже-Васслен | Тьерри Асьон Жером Энель                | 6-3 1-6 6-2          |
| 9.  | 19 января 2003   | Анже, Франция                 | Грунт (зал) | Эдуар Роже-Васслен | Клеман Морель Лоран Рекудер             | 6-1 7-6(0)           |
| 10. | 2 февраля 2003   | Фешероль, Франция             | Хард (зал)  | Марк Жикель        | Матьё Амгверд Джош Гоффи                | 7-5 6-4              |
| 11. | 13 июля 2003     | Бристоль, Великобритания      | Трава       | Жан-Франсуа Башло  | Даниэль Кирнан Дэвид Шервуд             | 7-6(4) 5-7 7-6(5)    |
| 12. | 17 августа 2003  | Бронкс, США                   | Хард        | Жюльен Беннето     | Мартин Гарсия Грейдон Оливер            | 6-3 6-1              |
| 13. | 21 сентября 2003 | Сен-Жан-де-Люз, Франция       | Хард (зал)  | Жюльен Беннето     | Юхан Ландсберг Майлз Уэйкфилд           | 6-4 6-1              |
| 14. | 18 июля 2004     | Манчестер, Великобритания     | Трава       | Жан-Франсуа Башло  | Ловро Зовко Айсам-уль-Хак Куреши        | 6-2 6-4              |
| 15. | 25 июля 2004     | Вальядолид, Испания           | Хард        | Жан-Франсуа Башло  | Айсам-уль-Хак Куреши Михаэль Рюдерстедт | 6-3 6-4              |
| 16. | 18 сентября 2005 | Орлеан, Франция               | Хард (зал)  | Жюльен Беннето     | Антони Дюпуи Грегори Карра              | 3-6 6-4 6-2          |
| 17. | 2 октября 2005   | Гренобль, Франция             | Хард (зал)  | Жюльен Беннето     | Грегори Карра Николя Турт               | 4-6 6-4 6-3          |
| 18. | 5 февраля 2006   | Андрезье-Бутеон, Франция      | Хард (зал)  | Жюльен Беннето     | Антони Дюпуи Грегори Карра              | 6-4 6-4              |
| 19. | 21 мая 2006      | Сан-Ремо, Италия              | Грунт       | Жюльен Беннето     | Франческо Пиккари Флавио Чиполла        | 6-4 7-6(6)           |
| 20. | 9 августа 2009   | Сеговия, Испания              | Хард        | Эдуар Роже-Васслен | Ловро Зовко Сергей Стаховский           | 6-7(4) 6-3 [10-8]    |
| 21. | 7 марта 2010     | Шербур-Октевиль, Франция      | Хард (зал)  | Эдуар Роже-Васслен | Харш Манкад Адиль Шамасдин              | 6-2 6-4              |
| 22. | 14 марта 2010    | Сараево, Босния и Герцеговина | Хард (зал)  | Эдуар Роже-Васслен | Иван Додиг Лукаш Росол                  | 7-6(6) 6-7(7) [10-5] |
| 23. | 18 апреля 2010   | Йоханнесбург, ЮАР             | Хард        | Ловро Зовко        | Айзак ван дер Мерве Равен Класен        | 6-2 6-2              |
| 24. | 16 мая 2010      | Бордо, Франция                | Грунт       | Эдуар Роже-Васслен | Кароль Бек Леош Фридль                  | 5-7 6-3 [10-7]       |
| 25. | 6 февраля 2011   | Курмайор, Италия              | Хард (зал)  | Себастьян Грожан   | Александр Ренар Оливье Шарруа           | 6-3 6-4              |
| 26. | 5 октября 2014   | Монс, Бельгия                 | Хард (зал)  | Марк Жикель        | Андре Бегеман Юлиан Ноул                | 6-3 6-4              |
| 27. | 9 ноября 2014    | Муийрон-ле-Каптиф, Франция    | Хард (зал)  | Пьер-Юг Эрбер      | Тобиас Камке Филипп Маркс               | 6-3 6-4              |
| 28. | 2 октября 2022   | Орлеан, Франция               | Хард (зал)  | Эдуар Роже-Васслен | Михаэль Гертс Скандер Мансури           | 6-2 6-4              |

#### Поражения (9)
| №  | Дата            | Турнир                   | Покрытие   | Партнёр            | Соперницы в финале                 | Счёт              |
| 1. | 5 марта 2000    | Шербур-Октевиль, Франция | Хард (зал) | Жюльен Беннето     | Жюльен Бутте Микаэль Льодра        | 6-2 4-6 5-7       |
| 2. | 17 июня 2001    | Турин, Италия            | Грунт      | Оливье Патьянс     | Алун Джонс Тодд Ларкхэм            | 3-6 6-7(6)        |
| 3. | 9 марта 2003    | Безансон, Франция        | Хард (зал) | Ришар Гаске        | Юлиан Ноул Йонатан Эрлих           | 3-6 4-6           |
| 4. | 3 июля 2005     | Пособланко, Испания      | Хард       | Жиль Мюллер        | Владимир Волчков Сергей Стаховский | 5-7 7-5 1-6       |
| 5. | 21 августа 2005 | Бронкс, США              | Хард       | Жюльен Беннето     | Брайан Вахали Сесил Мамит          | 4-6 4-6           |
| 6. | 24 октября 2010 | Орлеан, Франция          | Хард (зал) | Себастьян Грожан   | Николя Ренаван Пьер-Юг Эрбер       | 6-7(3) 6-1 [6-10] |
| 7. | 6 марта 2011    | Шербур-Октевиль, Франция | Хард (зал) | Эдуар Роже-Васслен | Николя Ренаван Пьер-Юг Эрбер       | 6-3 4-6 [5-10]    |
| 8. | 15 мая 2011     | Бордо, Франция           | Грунт      | Жюльен Беннето     | Джейми Дельгадо Джонатан Маррей    | 5-7 3-6           |
| 9. | 7 августа 2011  | Сеговия, Испания         | Хард       | Ловро Зовко        | Юхан Брунстрём Фредерик Нильсен    | 2-6 6-3 [6-10]    |

### Финалы командных турниров (2)

#### Победы (1)
| №  | Год  | Турнир       | Команда                   | Соперник в финале                                  | Счёт |
| 1. | 2017 | Кубок Дэвиса | Франция Не играл в финале | Бельгия Р.Бемельманс, Д.Гоффен, С.Дарси, Й.де Лоре | 3-2  |

#### Поражения (1)
| №  | Год  | Турнир       | Команда                                                | Соперник в финале                           | Счёт |
| 1. | 2018 | Кубок Дэвиса | Франция Н.Маю, Л.Пуй, Ж.-В.Тсонга, Ж.Шарди, П.-Ю.Эрбер | Хорватия И.Додиг, М.Павич, М.Чилич, Б.Чорич | 1-3  |

## История выступлений на турнирах
По состоянию на 20 ноября 2023 года
Для того, чтобы предотвратить неразбериху и удваивание счета, информация в этой таблице корректируется только по окончании участия там данного игрока.
| Турнир                       | 2000  | 2001          | 2002          | 2003          | 2004  | 2005          | 2006          | 2007          | 2008  | 2009          | 2010          | 2011          | 2012  | 2013          | 2014          | 2015          | 2016   | 2017          | 2018          | 2019          | 2020          | 2021  | 2022          | 2023          | Итог   | В/П за карьеру |
| ---------------------------- | ----- | ------------- | ------------- | ------------- | ----- | ------------- | ------------- | ------------- | ----- | ------------- | ------------- | ------------- | ----- | ------------- | ------------- | ------------- | ------ | ------------- | ------------- | ------------- | ------------- | ----- | ------------- | ------------- | ------ | -------------- |
| Турниры Большого шлема       |       |               |               |               |       |               |               |               |       |               |               |               |       |               |               |               |        |               |               |               |               |       |               |               |        |                |
| Открытый чемпионат Австралии | -     | -             | -             | -             | 3Р    | 2Р            | 1Р            | 1/4           | 3Р    | -             | -             | -             | 1Р    | 1Р            | 1/2           | Ф             | 2Р     | 1/4           | 2Р            | П             | 1Р            | 1/4   | 1Р            | 1Р            | 1 / 17 | 31-16          |
| Открытый чемпионат Франции   | 2Р    | 1Р            | 1Р            | 2Р            | 1Р    | 1Р            | 1/4           | 2Р            | -     | 3Р            | 1Р            | 3Р            | 2Р    | Ф             | 3Р            | 3Р            | 3Р     | 1Р            | П             | 2Р            | 3Р            | П     | 1Р            | 1Р            | 2 / 23 | 37-21          |
| Уимблдонский турнир          | -     | -             | -             | -             | 2Р    | 1Р            | 1Р            | 1Р            | 3Р    | -             | 1Р            | 2Р            | 1Р    | 2Р            | 1/2           | 3Р            | П      | 2Р            | 2Р            | Ф             | НП            | 2Р    | 1/4           | 2Р            | 1 / 18 | 28-17          |
| Открытый чемпионат США       | -     | -             | -             | -             | 1/2   | 1/4           | 1Р            | 1/2           | 2Р    | 1Р            | 1Р            | -             | 1/4   | 3Р            | 2Р            | П             | 1/2    | 1Р            | 3Р            | 1Р            | 1Р            | 1/4   | 1Р            | 1/2           | 1 / 19 | 37-17          |
| Итог                         | 0 / 1 | 0 / 1         | 0 / 1         | 0 / 1         | 0 / 4 | 0 / 4         | 0 / 4         | 0 / 4         | 0 / 3 | 0 / 2         | 0 / 3         | 0 / 2         | 0 / 4 | 0 / 4         | 0 / 4         | 1 / 4         | 1 / 4  | 1 / 4         | 0 / 4         | 1 / 4         | 0 / 3         | 1 / 4 | 0 / 4         | 0 / 4         | 5 / 77 |                |
| В/П в сезоне                 | 1-1   | 0-1           | 0-1           | 1-1           | 7-4   | 4-4           | 3-4           | 8-4           | 5-3   | 2-2           | 0-3           | 3-2           | 4-4   | 8-4           | 11-3          | 15-3          | 13-3   | 4-4           | 10-3          | 12-3          | 2-3           | 13-3  | 2-4           | 5-4           |        | 133-71         |
| Итоговые турниры             |       |               |               |               |       |               |               |               |       |               |               |               |       |               |               |               |        |               |               |               |               |       |               |               |        |                |
| Итоговый турнир ATP          | -     | -             | -             | -             | -     | -             | -             | -             | -     | -             | -             | -             | -     | -             | -             | Группа        | Группа | Группа        | Ф             | П             | -             | П     | -             | -             | 2 / 6  | 14-9           |
| Олимпийские игры             |       |               |               |               |       |               |               |               |       |               |               |               |       |               |               |               |        |               |               |               |               |       |               |               |        |                |
| Летняя олимпиада             | -     | Не проводился | Не проводился | Не проводился | -     | Не проводился | Не проводился | Не проводился | -     | Не проводился | Не проводился | Не проводился | -     | Не проводился | Не проводился | Не проводился | 1Р     | Не проводился | Не проводился | Не проводился | Не проводился | 1Р    | Не проводился | Не проводился | 0 / 2  | 0-2            |

## История результатов матчей на выигранных турнирах Большого шлема
Открытый чемпионат США-2015 (в паре с Пьер-Югом Эрбером)
| Стадия  | Соперники (посев)                     | Рейтинг  | Счёт              |
| 1 раунд | Гильермо Дуран Виктор Эстрелья Бургос | 73 / 175 | 6-3 6-4           |
| 2 раунд | Майкл Винус Мате Павич                | 47 / 55  | 6-3 6-7(9) 7-6(7) |
| 3 раунд | Марсель Гранольерс Марк Лопес (7)     | 16 / 13  | 6-2 6-3           |
| 1/4     | Жан-Жюльен Ройер Хория Текэу (3)      | 6 / 5    | 7-6(5) 6-4        |
| 1/2     | Доминик Инглот Роберт Линдстедт       | 39 / 32  | 7-5 6-2           |
| Финал   | Джейми Маррей Джон Пирс (8)           | 15 / 14  | 6-4 6-4           |

Уимблдон-2016 (в паре с Пьер-Югом Эрбером)
| Стадия  | Соперники (посев)                   | Рейтинг   | Счёт                   |
| 1 раунд | Адриан Маннарино Люка Пуй           | 91 / 97   | 6-4 — отказ            |
| 2 раунд | Стефан Робер Дуди Села              | 372 / 151 | 6-1 6-3                |
| 3 раунд | Сэмюэль Грот Роберт Линдстедт       | 92 / 32   | 7-5 3-6 7-6(4) 6-3     |
| 1/4     | Хенри Континен Джон Пирс (10)       | 35 / 10   | 6-4 6-7(6) 6-4 7-6(8)  |
| 1/2     | Максим Мирный Трет Конрад Хьюи (12) | 25 / 24   | 6-4 3-6 6-7(3) 6-4 6-4 |
| Финал   | Жюльен Беннето Эдуар Роже-Васслен   | 75 / 14   | 6-4 7-6(1) 6-3         |

Открытый чемпионат Франции-2018 (в паре с Пьер-Югом Эрбером)
| Стадия  | Соперники (посев)                  | Рейтинг  | Счёт           |
| 1 раунд | Роберт Линдстедт Марцин Матковский | 52 / 43  | 6-4 3-6 7-6(6) |
| 2 раунд | Матве Мидделкоп Робин Хасе         | 37 / 50  | 7-5 7-6(6)     |
| 3 раунд | Стив Джонсон Джек Сок              | 105 / 30 | 6-4 6-3        |
| 1/4     | Максимо Гонсалес Николас Ярри      | 78 / 109 | 6-4 7-6(8)     |
| 1/2     | Никола Мектич Александр Пейя (8)   | 21 / 23  | 6-3 6-4        |
| Финал   | Оливер Марах Мате Павич (2)        | 2 / 1    | 6-2 7-6(4)     |

Открытый чемпионат Австралии-2019 (в паре с Пьер-Югом Эрбером)
| Стадия  | Соперники (посев)             | Рейтинг  | Счёт           |
| 1 раунд | Миша Зверев Давид Марреро     | 92 / 62  | 7-6(4) 6-3     |
| 2 раунд | Игорь Зеленай Денис Молчанов  | 67 / 64  | 7-5 6-7(5) 6-4 |
| 3 раунд | Раджив Рам Джо Солсбери (11)  | 22 / 27  | 4-6 7-6(5) 6-4 |
| 1/4     | Боб Брайан Майк Брайан (4)    | 13 / 1   | 6-4 7-6(3)     |
| 1/2     | Сэм Куэрри Райан Харрисон     | 72 / 108 | 6-4 6-2        |
| Финал   | Хенри Континен Джон Пирс (12) | 28 / 28  | 6-4 7-6(1)     |

Открытый чемпионат Франции-2021 (в паре с Пьер-Югом Эрбером)
| Стадия  | Соперники (посев)                     | Рейтинг    | Счёт              |
| 1 раунд | Кэмерон Норри Джонни О'Мара           | 180 / 70   | 6-3 3-6 6-3       |
| 2 раунд | Ллойд Харрис Йонатан Эрлих            | 1 212 / 67 | 6-3 3-6 7-5       |
| 3 раунд | Робин Хасе Ян-Леннард Штруфф          | 39 / 60    | 0-6 6-3 7-6(5)    |
| 1/4     | Томислав Бркич Никола Чачич           | 66 / 53    | 7-6(5) 6-1        |
| 1/2     | Хуан Себастьян Кабаль Роберт Фара (2) | 4 / 3      | 6-7(2) 7-6(2) 6-4 |
| Финал   | Александр Бублик Андрей Голубев       | 101 / 82   | 4-6 7-6(1) 6-4    |